# Marc Albrecht
Marc Albrecht (* 1964) ist ein deutscher Dirigent. 

## Karriere
Marc Albrecht ist der Sohn des Dirigenten George Alexander Albrecht (1935–2021) und Cousin der Politikerin Ursula von der Leyen. Er studierte bei seinem Vater, dann in Wien, wo er Claudio Abbado beim Gustav Mahler Jugendorchester assistierte. Nach Engagements an der Hamburgischen Staatsoper (1988 als Assistent des nicht mit ihm verwandten Generalmusikdirektors Gerd Albrecht) wurde Marc Albrecht 1995 Generalmusikdirektor am Staatstheater Darmstadt. 2001 bis 2004 arbeitete er als freier Dirigent und gastierte in Europa und Übersee.
Als Konzertorchester leitete Albrecht in dieser Zeit u. a. die Berliner und Münchner Philharmoniker, das Concertgebouw-Orchester Amsterdam, das City of Birmingham Orchestra, das Orchester der Accademia Nazionale di Santa Cecilia in Rom, das Chamber Orchestra of Europe, die Staatskapelle Dresden und das Orchestre national de Lyon.
Im Musiktheaterbereich war Albrecht bislang bei den Bayreuther Festspielen, den Salzburger Festspielen, an der Opéra Bastille in Paris, der Deutschen Oper Berlin (2001 bis 2004 Erster Gastdirigent), der Semperoper Dresden sowie der Bayerischen Staatsoper München tätig. In der Saison 2008/2009 gab er sein Debüt am Royal Opera House Covent Garden in London.
2004 und 2005 war er designierter, von 2006 bis 2011 amtierender Musikdirektor der Straßburger Philharmoniker. Als Chefdirigent der Nederlandse Opera wirkte er von 2011/12 bis 2020. Seit der Saison 2011/2012 ist er Chefdirigent des Nederlands Philharmonisch Orkest und des Nederlands Kamerorkest. Mit der Saison 2025/26 wird er die Position des (zunächst designierten) Chefdirigenten beim Antwerp Symphony Orchestra übernehmen. Er ist Preisträger des International Opera Award 2019.